# 櫻田陽子
櫻田 陽子（さくらだ ようこ、1960年3月2日 - ）は、日本の童話作家、画家、和裁師範。

## 経歴
秋田県山本郡三種町出身。1977年、ハードロックバンドを結成し、ヴォーカルを担当する。1985年、三菱自動車工業ドレスアップアイディア大賞・DESIGN部門 最優秀賞受賞。2003年、第1回AAB秋田ふるさと手作りCM大賞・最優秀グランプリ受賞。2005年、自筆作品で本人読み聞かせ童話CDを作成。2007年、くまがい書房から『こずえちゃん』を発刊。2008年、くまがい書房から『月の夜』を発刊。
2009年、能代市の旧料亭「金勇」と同市「トゥインクル・スターズ」にて絵画展を開催する。2010年、英語対訳版「Kozue-chan」発刊（静川幸雄訳・Keiko M.Monraz監修）。2011年『こずえちゃん』iPhone・iPad 用電子書籍アプリを発売。『月の夜』iPhone・iPad 用電子書籍アプリを発売。

## 著書
- 『こずえちゃん』 くまがい書房 ISBN 978-4990394608
- 『月の夜』 くまがい書房 ISBN 978-4990394615
- 『Kozue-chan』 くまがい書房 ISBN 978-4990394660